# San José de Ushua (distrito)
San José de Ushua é um distrito do Peru, departamento de Ayacucho, localizada na província de Paucar del Sara Sara.

## Transporte
O distrito de San José de Ushua não é servido pelo sistema de estradas terrestres do Peru.